# Нун (мыс)
Нун (Дра, Рас-Дра) — мыс на атлантическом побережье Африки, на юге Марокко, между городами Тарфая и Сиди-Ифни. До XV столетия арабами и европейцами считался непроходимым на юг, поэтому получил название от португальского слова «não» (нет). Несмотря на то, что часто это связывают с близлежащим мысом Буждур, мыс Нун является северной границей побережья пустыни Сахара.

## История
В XIII веке генуэзские мореплаватели братья Вивальди отправились на юг, поставив целью обогнуть мыс Нун, но пропали без вести. После этого мыс получил у португальских мореплавателей название Cabo do Não («мыс Нет»), и до XV века он считался непроходимым пределом для арабских и европейских мореплавателей, за которым плавание было уже невозможно. Венецианский путешественник Алоизий Када-Мосто в своей книге писал: «Quem o passa tornará ou não» (тем, кто пересёк его, вернувшимся и нет).
Начиная с 1421 года, корабли, отправляемые принцем Генрихом Мореплавателем, стремились обогнуть мыс Нун и достигнуть мыса Бохадор (ныне известного как Буждур), таким образом отодвинув южный предел мореплавания по «тёмному морю» (на латыни Mare Tenebrarum, Mare Tenebrosum или на арабском Bahr al-Zulumat), как в средние века так называли южную часть Атлантического океана, недоступную для мореплавателей в то время.